# Work Hard, Play Hard
"Work Hard, Play Hard" je prvi singl repera Wiza Khalife s njegovog drugog studijskog albuma O.N.I.F.C. koji će biti objavljen 28. kolovoza. Pjesma je kao singl objavljena u formatu digitalnog downloada, 23. travnja 2012. godine. Producenti pjesme su Benny Blanco i produkcijski duo Stargate. Wiz Khalifa je 23. svibnja objavio spot za pjesmu, a redatelj spota je Bill Paladino. U lipnju je pjesma zaradila zlatnu certifikaciju u Sjedinjenim Američkim Državama. Singl je do danas prodan u 804.000 primjeraka.

## Videospot
Spot za pjesmu je objavljen 23. svibnja 2012. godine. Redatelj spota je Bill Paladino. Spot je sniman na raznim lokacijama u Pittsburghu, Pennsylvaniji, uključujući bar, predgrađe grada, dvoranu za balet i nogometno igralište. Prikazuje građevinskog radnika, nogometaša i balerinu koju glumi Katie Schurman, a na kraju slave na zabavi u baru. Wiz Khalifa se prikazuje u odjeći hipija, kao poštovanje prema Jimiju Hendrixu. U spotu se također pojavljuju Juicy J i Chevy Woods.

## Popis pjesama
Digitalni download
| Br. | Skladba                           | Trajanje |
| --- | --------------------------------- | -------- |
| 1.  | »Work Hard, Play Hard« (Explicit) | 3:40     |
| 2.  | »Work Hard, Play Hard« (Clean)    | 3:40     |

## Top ljestvice i certifikacije
| Top ljestvice (2012.)                 | Završna pozicija |
| ------------------------------------- | ---------------- |
| Francuska (SNEP)                      | 50               |
| Kanada (Canadian Hot 100)             | 40               |
| Njemačka (Media Control Charts)       | 76               |
| SAD (Billboard Hot 100)               | 17               |
| SAD (Billboard Hot R&B/Hip-Hop Songs) | 13               |
| SAD (Billboard Rap Songs)             | 3                |

| Država                     | Certifikacija |
| -------------------------- | ------------- |
| Sjedinjene Američke Države | zlatna        |

## Nadnevci objavljivanja
| Država                     | Nadnevak          | Format             | Diskografska kuća                | Izvor  |
| -------------------------- | ----------------- | ------------------ | -------------------------------- | ------ |
| Sjedinjene Američke Države | 23. travnja 2012. | digitalni download | Atlantic Records Rostrum Records | [ 13 ] |

## Vanjske poveznice
- Work Hard, Play Hard na YouTubeu